# Princesse Wencheng (pièce de théâtre)
Pour les articles homonymes, voir Wencheng.
Princesse Wencheng (Wencheng gongzhu 文成公主) est une pièce de théâtre historico-politique chinoise écrite par Tian Han (田汉), critique du Grand Bond en avant, à la demande de Zhou Enlai, parue dans les années 1960. Les thèmes en sont la lutte des classes entre des propriétaires tibétains et leurs serfs, le conflit entre la civilisation chinoise et la culture tibétaine présentée comme ignorante et retardataire, et l’intérêt pour le Tibet d’être part de la Chine. 

## Une pièce de propagande

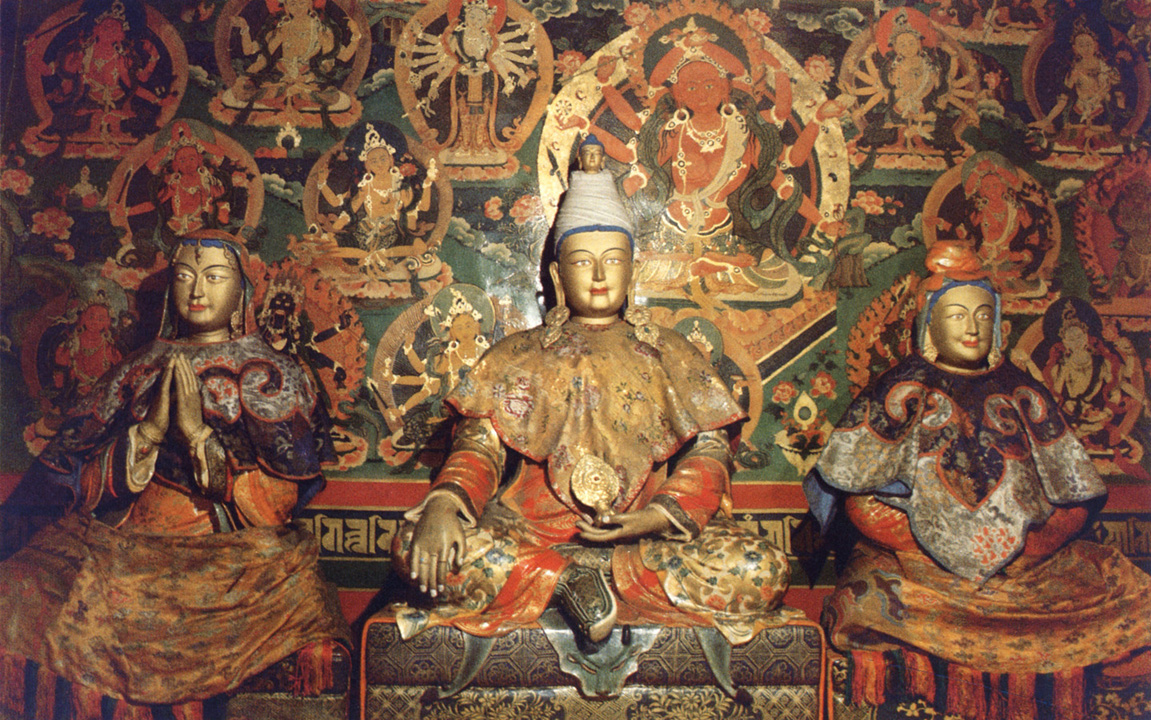
Statuettes bouddhiques tibétaines représentant Songtsen Gampo entouré de ses deux épouses, la princesse Wencheng à droite et Bhrikuti, Népalaise, à gauche.

L’héroïne est le personnage historique de la princesse Wencheng, parente de l'empereur chinois Taizong (r. 626-649) de la dynastie Tang, dont le mariage avec le roi tibétain Songtsen Gampo en 641 dans l'actuel xian de Songpan celant la paix entre l'Empire du Tibet en pleine expansion militaire, désireux de conquérir la Chine et l'Empire chinois a souvent été exploité par le folklore et la légende, et justifie aux yeux des autorités chinoises le bien-fondé de leurs revendications de souveraineté sur le Tibet. 
Tian Han, nationaliste passionné, voulait une victoire décisive de la culture chinoise, qui pour lui représentait la civilisation, sur la « barbarie » tibétaine. Zhou Enlai, politicien plus subtil, voulait à travers le thème du mariage encourager la réunion des deux entités. Quand la pièce fut répétée le 29 janvier 1960, il intervint personnellement pour proposer que le thème de la lutte des classes soit remplacé par celui de l’union des peuples (民族团结, mínzú tuánjié).

## Aperçu de l’intrigue
- Lutte des classes et dénonciation de la barbarie des coutumes locales : la princesse Wencheng tente avant son mariage de venir en aide à une serve ayant quitté son domicile pour cause de dettes et de mariage, mais cette dernière est enlevée par son maître, un nationaliste local. Dans sa mission de sauvetage, la princesse rencontre de nombreux obstacles et perd deux de ses meilleurs assistants. Elle échoue finalement, et la serve a les yeux arrachés comme punition pour sa fuite. Exaspérée par cette barbarie, Wencheng enseigne à son mari Songtsen Gampo le moyen de réformer les anciennes coutumes pour le bénéfice des masses. Il accepte la réprimande et décide de s’inspirer du progressisme de la culture chinoise. La pièce se termine par une chanson à la gloire de la civilisation chinoise supérieure à la barbarie tibétaine.
- Union des peuples : Le danger du nationalisme tibétain est détecté par le « sage roi » Songtsen Gampo ; les obstacles sont finalement levés, permettant son mariage avec la princesse[2].